# Hermann Lotze
Rudolf Hermann Lotze (Bautzen, 21 de maig de 1817 − Berlín, 1 de juliol de 1881) va ser un filòsof i lògic alemany. També comptava amb un grau de metge i era molt versat en biologia. Els seus estudis en medicina van ser pioners en el camp de la psicologia científica. Lotze va néixer a Bautzen, Saxònia i va ser educat en el liceu de Zittau. Des d'hora, va desenvolupar un gran estima cap als autors clàssics, publicant una traducció d'Antígona (Sòfocles) en llatí.
Va assistir a la Universitat de Leipzig, on va estudiar filosofia i ciències naturals, encara que va ingressar oficialment com a estudiant de medicina quan tenia 17 anys. Els primers estudis de Lotze van estar centrats principalment en dos interessos diferents: el primer va ser científic, amb estudis matemàtics i físics sota la tutela de Ernst Heinrich Weber, Wilhelm Volkmann i Gustav Fechner, l'altre era el seu interès estètic i artístic que desenvolupament sota la cura de Christian Hermann Weisse. Va ser atret tant per la ciència com per l'idealisme de Johann Gottlieb Fichte, Friedrich Schelling i Georg Wilhelm Friedrich Hegel.